# Liste des maires de La Queue-en-Brie

## Liste des maires
| Période | Période  | Identité                               | Étiquette                 | Qualité |
| ------- | -------- | -------------------------------------- | ------------------------- | --- |
| 2014    | en cours | Jean-Paul Faure Soulet                 | UMP puis Les Républicains | Conseiller Régional d'Ile-de-France Cadre supérieur de l'industrie pharmaceutique et de l'industrie des prothèses orthopédiques. |
| 2001    | 2014     | Jean-Jacques Darves                    | PCF                       | |
| 1995    | 2001     | Jacques Aubry                          | UDF                       | |
| 1983    | 1994     | Roger Fontanille                       | RPR                       | |
| 1977    | 1983     | Claude Roméo                           | PCF                       | |
| 1965    | 1977     | Roger Fontanille                       | UNR                       | |
| 1959    | 1965     | Raymond Martin                         |                           | |
| 1947    | 1959     | Jacques Morel d’Arleux                 |                           | |
| 1945    | 1947     | Edmond Forestier                       | SFIO                      | |
| 1944    | 1945     | Jacques Morel d’Arleux                 |                           | |
| 1936    | 1944     | Jean Lafenêtre                         |                           | |
| 1934    | 1936     | Auguste Forestier                      |                           | |
| 1931    | 1934     | Jean Chrétien                          |                           | |
| 1925    | 1931     | Remy Carre                             |                           | |
| 1922    | 1925     | Lucien Morel d’Arleux                  |                           | |
| 1919    | 1922     | Jules Pasquier                         |                           | |
| 1917    | 1919     | François Hudier                        |                           | |
| 1914    | 1917     | François Maximilien Boulinier          |                           | |
| 1912    | 1914     | Anaïs Schmitt                          |                           | |
| 1891    | 1912     | Henri Rouart                           |                           | |
| 1884    | 1891     | Antoine Jacquier                       |                           | |
| 1878    | 1884     | Jules Pasquier                         |                           | |
| 1871    | 1878     | Jules Neffier                          |                           | |
| 1871    | 1871     | Joseph Hugueville                      |                           | |
| 1865    | 1870     | Alphonse Burette                       |                           | |
| 1850    | 1865     | Jean Alexis Anselme                    |                           | |
| 1848    | 1850     | Felix-Josué Descemery                  |                           | |
| 1830    | 1848     | Michel Chartier                        |                           | |
| 1822    | 1830     | Adolphe Édouard Casimir Joseph Mortier |                           | |
| 1812    | 1822     | Armand de Maistre                      |                           | |
| 1808    | 1812     | Henry Dorisy                           |                           | |
| 1804    | 1808     | Michel François Pillon                 |                           | |
| 1800    | 1804     | Étienne Baudrier                       |                           | |
| 1796    | 1800     | Jacques Troisvallet                    |                           | |
| 1793    | 1796     | Pierre-Thomas Desvignes                |                           | |
| 1791    | 1792     | Jean-Baptiste Grangeon                 |                           | |
| 1791    | 1791     | Nicolas Larbalestrier                  |                           | |

## Pour approfondir